# Burgilis
Burgilis is een geslacht van rechtvleugeligen uit de familie sabelsprinkhanen (Tettigoniidae). De wetenschappelijke naam van dit geslacht is voor het eerst geldig gepubliceerd in 1873 door Stål.

## Soorten
Het geslacht Burgilis omvat de volgende soorten:
- Burgilis curta Serville, 1838
- Burgilis grandis Rehn, 1913
- Burgilis mendosensis Rehn, 1913
- Burgilis missionum Rehn, 1913